# Nethinius atroviridis
Nethinius atroviridis là một loài bọ cánh cứng trong họ Cerambycidae.